# هلیه هلگیه
هلیه هلگیه (دانمارکی: Helge Halkjær; ۲۰ دسامبر ۱۹۱۶ – ۱۴ فوریهٔ ۱۹۹۶) قایقران روئینگ اهل دانمارک بود.